# Гендерная неконформность
Ге́ндерная неконфо́рмность, также ге́ндерный нонконформи́зм или ге́ндерная вариати́вность — поведение или гендерное выражение человека, не совпадающее с принятыми в данном обществе гендерными нормами. Людей, которые проявляют гендерную неконформность, называют гендерно-неконформными или гендерно-вариантными.
Гендерно-неконформными могут быть как цисгендерные, так и трансгендерные люди.

## Терминология
Понятия «гендерная неконформность» и «гендерная вариативность» используются в психологии, психиатрии, антропологии и гендерных исследованиях. Их также используют правозащитные организации и сами гендерно-неконформные люди.
В отличие от понятия «трансгендерность», которое описывает несовпадение гендерной идентичности человека с приписанным при рождении полом, понятие «гендерная неконформность» относится в первую очередь к внешнему выражению гендерного самоощущения человека. К гендерно-неконформным людям относятся, например, кроссдрессеры, драг квин, люди, которые определяют себя как мужчин и женщин и которые в тех или иных чертах своего поведения не подчиняются традиционным для данного общества гендерным ролям. Распространённой гендерно-неконформной идентичностью в ЛГБТ-сообществе является буч. Однако гендерная неконформность не обязательно сигнализирует о сексуальных предпочтениях человека.
Стоит учитывать, что гендерная неконформность и трансгендерность — не следующие друг из друга понятия. Так, существуют трансгендеры, чья гендерная идентичность не совпадает с их гендерной экспрессией. А в МКБ-11 отдельно подчёркивается, что гендерно-вариативное поведение само по себе не является диагностическим критерием гендерного несоответствия.

## Гендерная неконформность у детей
Детской гендерной неконформностью называют гендерную неконформность у детей допубертатного возраста. В частности, гендерно-неконформные дети могут выражать желание носить одежду противоположного пола, отказываться от деятельности, которая считается типичной или подходящей для их пола, стремиться заводить друзей противоположного пола.
Согласно некоторым исследованиям, многие гомосексуальные и бисексуальные люди в детстве были гендерно-неконформными. При этом многие авторы указывают, что из этого нельзя сделать вывод о том, что гендерная неконформность в детстве непосредственно связана с формированием гомосексуальной или бисексуальной ориентации, так как взрослые могут по-новому истолковывать свои детские воспоминания, находя в них корни своей идентичности. Точно так же гетеросексуальные мужчины склонны преуменьшать свою гендерную неконформность в детстве, обозначая своё детское поведение как проявления чуткости или художественных способностей.
Некоторые гендерно-неконформные дети также проявляют гендерную дисфорию (испытывают гендерное несоответствие) — стресс от несовпадения своего самоощущения с приписанным полом. По мнению современных специалистов, важнейшая задача как родителей, так и психологов при работе с гендерно-вариантными детьми, испытывающими гендерную дисфорию, — создать для ребёнка максимально комфортные и безопасные условия, в которых он сможет исследовать свою гендерную идентичность и найти подходящие ему формы гендерного выражения. У некоторых детей и подростков гендерная дисфория со временем проходит, а у других сохраняется и в более старшем возрасте. В этом случае подросток может нуждаться в трансгендерном переходе.
Долгое время исследователи гендерной неконформности в детском возрасте не делали различия между трансгендерными и гендерно-неконформными детьми. Исследования, опирающиеся на данный подход, пришли к выводу о том, что большая часть трансгендерных детей идентифицируют себя в соответствии с приписанным при рождении полом во взрослом возрасте. В 2018 году данные выводы были подвергнуты критике в International Journal of Transgenderism (ныне — International Journal of Transgender Health).

## Восприятие в обществе
В большинстве современных обществ господствует бинарная гендерная система, в которой отклонения от принятых гендерных ролей воспринимаются с неодобрением, стигматизируются. Во многих странах мира гендерно-вариантные люди сталкиваются с дискриминацией, преследованием и насилием, в частности, становятся жертвами преступлений на почве ненависти, подвергаются гендерному надзору. Исследователи подросткового возраста Кэмпбелл Липер и Бренда К. Гутьеррес утверждают, что гендерно-неконформные люди входят в число групп, на которых сексизм оказывает наиболее негативное влияние. С другой стороны, в некоторых обществах, где сегодня выделяется более чем два гендера, люди, которые с точки зрения западных культур считаются гендерно-вариантными, пользуются уважением и признанием.
В виртуальном пространстве люди могут проявлять большую свободу в самовыражении.